# 土衛五十二
S/2007 S 1是土星的衛星之一，由學者斯科特·谢泼德、大衛·朱維特、简·克莱纳和布莱恩·马斯登四人共同發現。他們從2006年1月5日至2007年3月22日間進行觀測，至2007年4月13日公佈發現。
這顆衛星直徑約為7公里，與土星半主軸距離為1,791.06萬公里，以順向繞土星公轉，週期894.86天，與黃道及土星赤道的軌道傾角分別為49.90°及49.77°，軌道離心率0.1081，自轉週期76.13 ± 0.01小時(約3.172天)，為目前自轉最慢的不規則衛星。分類方面，它屬因紐特群的不規則衛星成員之一。